# Baltic Dry Index
Il Baltic Dry Index (BDI) è un indice dell'andamento dei costi del trasporto marittimo e dei noli delle principali categorie delle navi dry bulk cargo. Malgrado il nome indichi diversamente, esso raccoglie i dati delle principali rotte mondiali e non è ristretto a quelle del Mar Baltico.
Esso raccoglie le informazioni relative alle navi cargo che trasportano materiale "dry", quindi non liquido (petrolio, materiali chimici, ecc) e "bulk", cioè sfuso. Riferendosi al trasporto delle materie prime o derrate agricole (carbone, ferro, grano, ecc) costituisce anche un indicatore del livello della domanda e dell'offerta di tali merci. Per queste sue caratteristiche viene monitorato per individuare i segnali di tendenza della congiuntura economica.
L'indice BDI è espresso in dollari Usa; pertanto il suo andamento può essere influenzato dal trend del cambio della valuta statunitense.

## Dati
Il Baltic Dry Index è stato creato il 4 gennaio 1985.
Il record massimo di tutti i tempi fu toccato il 20 maggio 2008 quando l'indice chiuse a 11.793 punti, mentre il primo minimo di chiusura avvenne il 31 luglio 1986 quando concluse a 554 punti.
Il 9 febbraio 2015 il BDI chiude a 554 punti eguagliando il record minimo storico.
Quasi trent'anni dopo il primo precedente minimo, l'11 febbraio 2015 chiude a 553 punti segnando così un nuovo record.
Attualmente il minimo assoluto è a 290, avvenuto il 10 febbraio 2016.

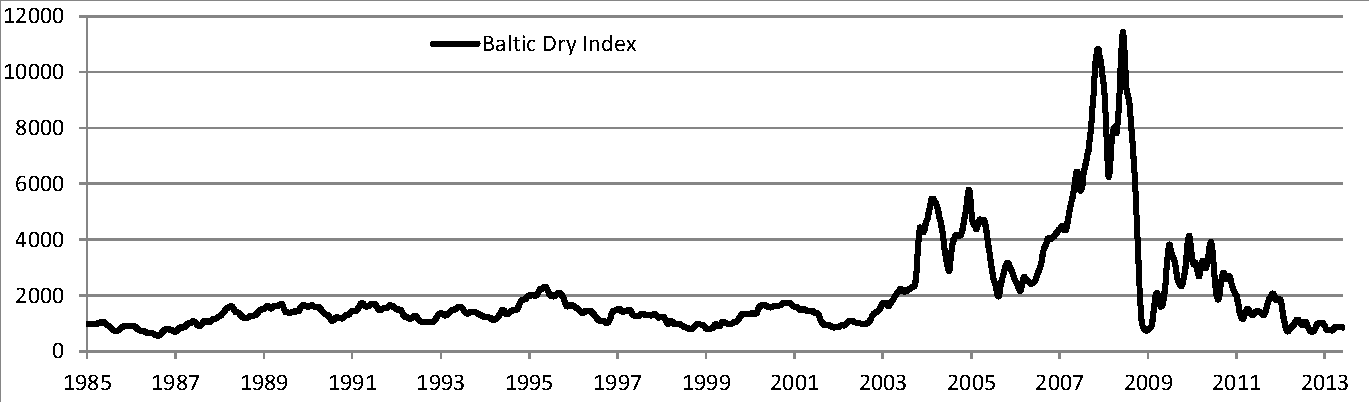
Baltic Dry Index 1985–2013

### Record Massimi e Minimi del Baltic Dry Index
| Tipo                | Data             | Valore |
| ------------------- | ---------------- | ------ |
| Massimo di chiusura | 20 maggio 2008   | 11.793 |
| Minimo di chiusura  | 10 febbraio 2016 | 290    |